# Excultanus dorothyae
Excultanus dorothyae är en insektsart som beskrevs av Delong 1939. Excultanus dorothyae ingår i släktet Excultanus och familjen dvärgstritar. Inga underarter finns listade i Catalogue of Life.